# Таврівка
Та́врівка — колишнє село в Україні. Підпорядковувалося Червонокам'янській сільській раді Олександрійського району Кіровоградської області. Виключене з облікових даних згідно з рішенням Кіровоградської обласної ради № 32 від 9 грудня 2010 року «Про виключення з облікових даних сіл Таврівка та Зразкове Олександрійського району Кіровоградської області»

## Населення
Згідно з переписом УРСР 1989 року чисельність наявного населення села становила 13 осіб, з яких 6 чоловіків та 7 жінок.
За переписом населення України 2001 року в селі мешкала 1 особа. 100 % населення вказало своєю рідною мовою російську мову.